# Françoise Dauthier
Françoise Marie Dauthier de Martinez, née le 1er octobre 1946 à Châtillon-sur-Loire dans le Loiret, est portée disparue depuis 1977. Elle est une desaparecida, c'est-à-dire une victime de disparition forcée, secrètement arrêtée lors de la dictature militaire du Général Videla en Argentine qui a duré de 1976 à 1983.
Elle est l'une des dix-huit personnes de nationalité française qui ont disparu durant ce conflit, dont Yves Domergue, sœur Alice Domon, sœur Léonie Duquet, Marie-Anne Erize ou encore père Gabriel Longueville.

## Biographie
Françoise Dauthier est née en France de parents français. Elle épouse Luis Alejandro Cardini avec qui elle a une fille, Maria Madgadela Cardini, et ensemble, ils quittent Paris le 15 août 1969 pour l'Argentine.
En 1972, elle se sépare de son mari avec lequel elle reste en bons termes et rencontre Norberto Martinez, un journaliste argentin d'opposition à la junte militaire. Ensemble, ils ont deux filles : Clarisa et Natalia Martinez.

### Contexte: le coup d'État du 24 mars 1976 et la répression de l'opposition
Après le coup d'État du 24 mars 1976 qui a lieu contre le gouvernement d'Isabel Perón, la junte militaire, mise en place et dirigée par le général Videla, nomme son mouvement le « Processus de réorganisation nationale » (« Proceso de Reorganizacion Nacional ») et souhaite refondre la société en proposant la création d'une nouvelle classe dirigeante et d'un nouvel ordre politique et social, la prise en compte de l'armée dans le système politique, ainsi que le rassemblement de la société autour de valeurs nationales. La première résolution de la junte prive de droits politiques de nombreuses personnalités. En parallèle, la junte organise, de manière organisée et méthodique, la répression massive et violentes des opposants via l'Opération Condor.
À cette période, Françoise Dauthier étudie la philosophie, les lettres et l'histoire à l'université de Buenos Aires. Elle est également traductrice de français aux Presses universitaires de Buenos Aires depuis juin 1969 et membre de Montoneros, une organisation politico-militaire argentine péroniste.

### Enlèvement et détention

#### L'enlèvement (21 octobre 1977)
Le 21 octobre 1977, entre deux et trois heures du matin, un commando d'hommes armés et en civil attaque la maison de Françoise Dauthier et Norberto Martinez, située dans la ville de Espeleta, province de Buenos Aires. Vers sept heures du matin, les hommes armés sortent de la maison le corps sans vie de Norberto Martinez, tué au cours de l'assaut. Françoise Dauthier et ses deux filles, âgées de 3 ans et 18 mois, sont emmenées, encapuchonnées, dans une voiture et disparaissent.
Le 28 octobre 1977, le père de Norberto Martinez se rend au commissariat de police de Quilmes à la suite d'une convocation pour y apprendre le décès de son fils et qu'aucune information ne peut lui être communiquée sur Françoise Dauthier et ses enfants. Une photographie du cadavre de son fils, ainsi qu'un certificat de décès et des indications sur le lieu d'inhumation de son fils lui sont remis.
L'enquête révèlera par la suite que les militaires avaient interrogé les parents de Norberto Martinez la veille de l'assaut afin de connaître l'adresse de ce dernier.

#### La détention et la disparition

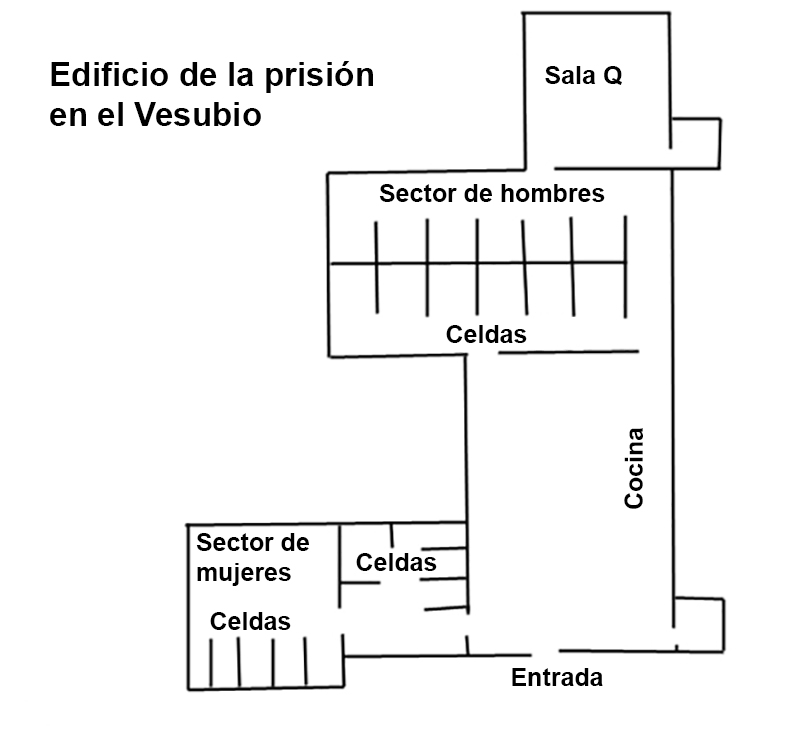
Plan du centre de détention clandestin d'El Vesubio.

Elle est emmenée au camp de détention El Vesubio, l'un des six-cent centres clandestin de détention, torture et extermination mis en place par la junte militaire et dirigé par le colonel Pedro Alberto Durán Sáenz. Le camp est situé dans la ville de La Matanza et est réputé comme étant l'un des pires centres de torture de l'Argentine, aux côtés de l'École supérieure de mécanique de la Marine (ESMA).
N'ayant jamais été retrouvée, c'est grâce à plusieurs témoins rescapés qu'il est possible d'affirmer que Françoise Dauthier a été séquestrée et torturée dans le camp d'El Vesubio :
- au cours de sa détention, elle croise Elena Alfaro, une survivante du camp d'El Vesubio qui prend soin de ses deux fillettes lorsque Françoise Dauthier est tortuée par les militaires[10] et qui affirmera à plusieurs reprises la responsabilité des autorités du camp dans la disparition de Françoise Dauthier ;
- Estrella Iglesias témoigne le 13 octobre 1979 et affirme, à la suite des révélations que lui ont faites d'autres détenus, qu'une Française surnommée « Fanny »[11] était présente dans le camp avec ses enfants qui, pour certains, appelaient les gardes « oncles »[8]. Elle ajoute qu'une détenue lui aurait raconté que Françoise Dauthier aurait été torturée pendant quinze jours après son arrivée[11] ;
- Cecilia Vazquez de Lutzky témoigne avoir vu inscrit « Dauthier... 5-78 » sur les murs de la salle de torture[8],[11],

Après le départ d'Elena Alfaro du camp, en novembre 1977, personne ne reverra Françoise Dauthier qui est depuis portée disparue.

#### Les fillettes rescapées
Les filles de Françoise Dauthier ne subissent pas le même sort que les centaines d'enfants volés par la junte militaire aux desaparecidos.
Le 22 novembre 1977, à la suite d'une recherche intensive menée par leur grand-père paternel auprès des autorités, notamment le Général commandant la deuxième brigade d'Infanterie, elles sont remises à leurs grands-parents paternels, les Martinez, par un homme envoyé par le premier Corps d'Armée.

## Connaître la vérité sur la disparition de Françoise Dauthier

### La recherche d'informations par les autorités françaises
Dès le 22 novembre 1977, les autorités françaises prennent contact avec les autorités argentines pour que leur soient transmises les informations connues par ces dernières à propos de la disparition de Françoise Dauthier, ainsi que des dix-sept autres ressortissants français disparus depuis le début du conflit. Par une note départementale, le ministère des Relations extérieures, du commerce international et du culte argentin informe le consulat général de France qu'aucune information ne leur a été rapportée, le 30 novembre 1977.
Un an plus tard, en novembre 1978, l'Ambassade de France en Argentine continue les recherches et une note décrivant les conditions de la disparition de Françoise Dauthier est remise au consul général français. Cette note soulève la responsabilité des autorités militaires dépendantes du 1er corps d'armée et, en l'occurrence, le général commandant militaire de la 10e brigade d'infanterie. L'ambassade de France profite de ces conclusions pour que lui soit communiqués les rapports d'enquêtes d'interrogatoires des témoins.
Le 13 octobre 1979, Estrella Iglesias, une ressortissante espagnole, militante du parti communiste marxiste-léniniste argentin et libérée du camp à la suite de la visite du roi d'Espagne Juan Carlos Ier et réfugiée en France, déclare dans un courrier rapporté à Paris que la Française était détenue dans le même camp qu'elle, plusieurs personnes détenues à cette période ayant évoqué une Française surnommée « Fanny ». Fin 1979, les parents de Françoise Dauthier rencontrent un sous-secrétaire d'État, le colonel Ruis Palacio, qui suggère l'opportunité de signaler à la justice argentine l'enlèvement et la détention illégale de Françoise Dauthier. Ce signalement pourrait ainsi aboutir à l'approfondissement de l'enquête et l'établissement du sort qu'elle a subi.

### La quête de vérité par les familles des disparus
En parallèle, le 1er février 1978, les familles des disparus ou emprisonnés en Argentine et en Uruguay créent une association parmi laquelle se regroupent une dizaine de représentants des familles dont un membre est ou a été en difficultés dans l'un des deux pays du continent américain. Les membres de l'association manifestent, chaque jeudi, devant l'ambassade d'Argentine à Paris, et sont défendus par Me Miquel, un ancien avocat des familles des otages du Polisario.
L'objectif de cette association est de mener, en liaison avec les autorités françaises, les partis politiques et les organisations humanitaires, les actions nécessaires afin d'obtenir des pouvoirs publics argentins et uruguayens la garantie d'un procès juste pour les prisonniers et d'une enquête mettant en lumière les circonstances de disparition des disparus.
Elena Alfaro soutient et accompagne l'association avec laquelle elle reconstitue les parcours des disparus. Un jour, alors qu'elle rend visite à un couple, elle reconnaît une jeune femme tenant la main à ses filles sur une photographie : c'est Françoise Dauthier. Elle affirme alors être persuadée que cette dernière était encore vivante lorsqu'elle - Elena - quitte le camp en novembre 1977 puisqu'il lui arrivait souvent d'entendre les gardiens évoquer « la Francesa ». Néanmoins, le couple n'a plus aucune nouvelle de leur fille depuis que leurs petites-filles, Clarisa et Natalia, ont été rendues à leurs grands-parents paternels.

### La lutte d'Elena Alfaro pour faire reconnaître le crime contre Françoise Dauthier

#### Le procès d'El Vesubio (de 1998 à juillet 2011)
Elena Alfaro dépose une plainte pour « enlèvement et séquestration accompagnée de tortures » en 1998 contre les militaires argentins de la junte aux côtés de familles de disparus, dont la famille de Françoise Dauthier, défendues par William Bourdon. Une instruction est ouverte mais rien n'avance.

#### Le refus de la France d'être partie civile au procès (années 2000)
En 2003, la France a retiré son soutien à la politique des droits de l'homme mise en place par les autorités argentines mais refuse de se constituer partie civile au procès d'El Vesubio, malgré les nombreuses demandes d'Elena Alfaro qui souhaite que la France reconnaisse la responsabilité des autorités du camp d'El Vesubio dans la disparition de deux Français, Françoise Dauthier et Juan Marcelo Soler Guinard.
En effet, au cours des années 2000, elle intervient auprès des députés Arnaud Montebourg, Jean-Marc Ayrault et Alain Vidalies, des ministres Bernard Kouchner et Michèle Alliot-Marie et même du président Nicolas Sarkozy pour affirmer la nécessité que la France se constitue partie civile. Michèle Alliot-Marie, alors ministre de la justice, lui répond que « l'État français ne subit aucun préjudice direct et personnel. »
Le Quai d'Orsay, en réponse aux demandes d'Elena Alfaro, affirme que la France est attentive au sort des disparus et qu'elle a fait sa part en demandant l'extradition du capitaine Astiz, surnommé l'Ange blond de la mort. Il affirme de plus qu'il est trop tard pour que la France se porte partie civile puisque l'instruction est close depuis décembre 2007. Toutefois, selon Elena Alfaro, le tribunal argentin peut accepter la demande tardive d'un État dans le cadre de crimes contre l'humanité.

### Le procès d'El Vesubio et la condamnation des coupables
Le procès des huit militaires s'ouvre fin février 2010 dans le tribunal oral fédéral numéro 4 de Buenos Aires, en Argentine. Les militaires sont accusés de 156 délits pénaux, dont 75 disparitions forcées et 17 personnes sommairement fusillées.
La fille de Françoise Dauthier, Clarisa Martinez, assiste au procès et au témoignage d'Elena Alfaro.
En juillet 2011, le verdict tombe : l'ancien général Hector Gamen et l'ancien colonel Hugo Pascarelli sont condamnés à la détention à perpétuité pour homicides aggravés, détention illégale et tortures. Ces anciens gradés sont ainsi reconnus responsables de la disparition des ressortissants français, dont Françoise Dauthier.